# Krzysztof Janik (sportowiec)
Krzysztof Janik (ur. 9 kwietnia 1982 w Żywcu) – polski pilot rajdowy. Należy do Automobilklubu Śląskiego. 

## Kariera
Zadebiutował w Rajdzie Krakowskim (lipiec 2004). Obecnie startuje w Rajdowych Samochodowych Mistrzostwach Polski oraz Rajdowych Mistrzostwach Słowacji. Dwukrotnie zwyciężał swoją klasę podczas rund Rajdowych Mistrzostw Świata. W duecie z Michałem Streerem zwyciężył w klasie A7 66. Rajdu Polski w czerwcu 2009 zaś z Jerzym Parą zwyciężył w klasie 8 Rallye de France Alsace w październiku 2012.
Ponadto uczestniczy w biegach maratońskich (rekord życiowy 3:11:01 w 32. Maratonie Warszawskim) oraz brał udział w wyprawie na Elbrus, który zdobył 24 lipca 2009.

## Osiągnięcia
- Mistrz Słowacji 2016 w klasie 3,
- Zwycięstwo w klasie A7 Rajdowych Mistrzostw Świata (66. Rajd Polski)
- Zwycięstwo w klasie 8 Rajdowych Mistrzostw Świata (Rallye de France Alsace)
- 2. miejsce w klasie A7 Rajdowego Pucharu FIA Europy Centralnej (Rajd Orlen 2009)
- Wicemistrzostwo Polski 2007 (klasa Puchar Peugeot),
- Mistrzostwo Pucharu PZM 2011 w klasyfikacji grupy N oraz klasie N-3,
- Mistrzostwo Pucharu PZM 2006 w klasyfikacji generalnej,
- Mistrzostwo Pucharu PZM 2006 (klasa A-7),
- Mistrzostwo Pucharu PZM 2005 (klasa A-0),
- 3 zwycięstwa w klasyfikacji generalnej,
- 27 zwycięstw w klasie